# Ernst Guillemin
Ernst Adolf Guillemin (Milwaukee, 8 de maio de 1898 — 1 de abril de 1970) foi um engenheiro eletrônico e cientista da computação estadunidense.
Obteve um doutorado em 1926 na Universidade de Munique, orientado por Arnold Sommerfeld, com a tese Theorie der Frequenzvervielfachung durch Eisenkernkoppelung.